# Плотинное (Карагандинская область)
Плотинное (каз. Плотинный) — упразднённое село в Бухар-Жырауском районе Карагандинской области Казахстана. Ликвидировано в 2008 г. Входило в состав Тогузкудукского сельского округа. 

## Население
В 1999 году население села составляло 50 человек (29 мужчин и 21 женщина).